# Dollard-des-Ormeaux
Pour les articles homonymes, voir Dollard (homonymie), Ormeau et DDO.
Dollard-des-Ormeaux, orthographiée Dollard-Des Ormeaux de 2002 à 2022, est une ville québécoise de 49 908 habitants de l'agglomération de Montréal, dans la région administrative du même nom, au Canada. Dollard-des-Ormeaux est aussi la ville québécoise avec la plus forte proportion de sud-asiatiques de toute la province. En effet, selon le recensement de 2021, 12,2 % des résidents de Dollard-des-Ormeaux ont des origines sud-asiatiques.
De 2002 à 2005, la ville forme avec l'ancienne ville de Roxboro l'arrondissement Dollard-Des Ormeaux–Roxboro de la ville de Montréal. En 2004, ses citoyens votent cependant par référendum pour la reconstitution de la municipalité, qui sera effective le 1er octobre 2006.

## Toponymie

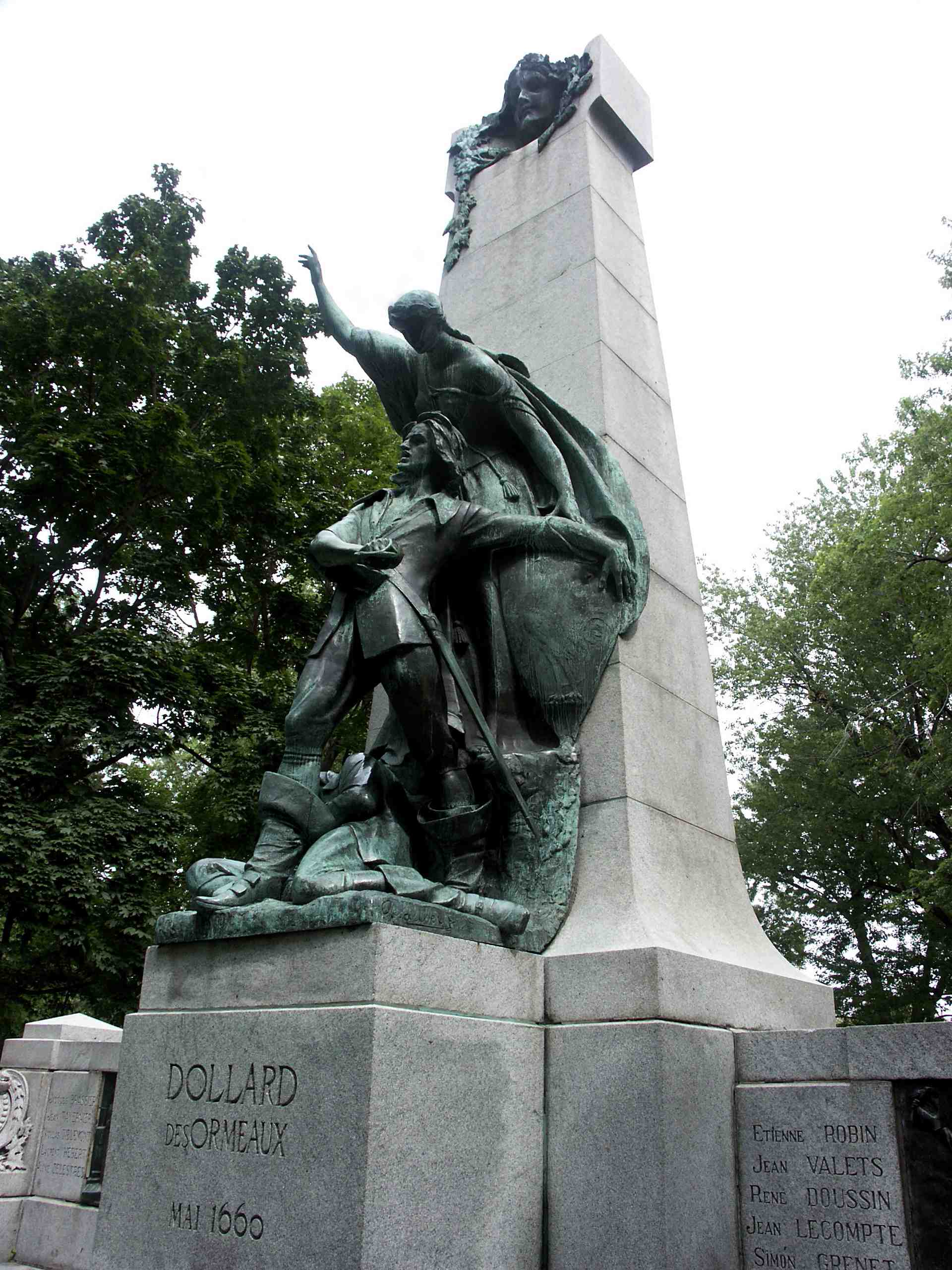
La ville a été baptisée en l'honneur d'Adam Dollard des Ormeaux.

La ville est nommée en l'honneur d'Adam Dollard des Ormeaux, un héros de la Nouvelle-France. En 2001, la Commission de toponymie du Québec juge que le nom de la ville devait être orthographié Dollard-Des Ormeaux. Toutefois, en pratique, cette orthographe est très peu utilisée. En effet, le site officiel de la ville utilise l’ancienne toponymie : Dollard-des-Ormeaux. Le 1er octobre 2022, la ville change officiellement la graphie de son nom pour Dollard-des-Ormeaux, changement entériné par la Commission en décembre de la même année.

## Histoire
La municipalité est constituée le 29 juillet 1924 et se dote alors d'un maire. Le 4 février 1960, elle est incorporée en ville, qui est membre de la Communauté urbaine de Montréal (CUM) de 1970 à 2001. Au début des années 1960, la population de la ville n'est que de 1 800 habitants. Un développement résidentiel accru se poursuit pour les deux décennies suivantes. Un centre civique est inauguré en 1977. Au début des années 1980, la population atteint 40 000 habitants et la croissance de la population se poursuit, mais à un rythme moins rapide, ce qui marque le début d'une étape de consolidation des infrastructures municipales. Une bibliothèque, un centre culturel et un centre communautaire sont d'ailleurs ouverts au public en 1992.
Lors du processus de regroupement des municipalités, Dollard-des-Ormeaux est annexée à la ville de Montréal, le 1er janvier 2002 et son territoire inclus dans l'arrondissement de Dollard-Des Ormeaux–Roxboro. Le 20 juin 2004, les citoyens décident par référendum de défusionner Dollard-Des Ormeaux de la ville de Montréal, qui retrouve son statut de municipalité le 1er janvier 2006.

## Géographie
La ville se situe à l'ouest de l'île de Montréal, dans ce qui est appelé communément l'Ouest-de-l'Île (ou West Island).

## Démographie
La population de Dollard-des-Ormeaux lors du recensement canadien de 2021 est évaluée à 48 403 habitants, soit une diminution d'environ 500 personnes depuis le recensement canadien de 2016. Tel que permet de le constater le tableau de l'évolution démographique selon les recensements canadiens ci-dessous, la population de Dollard-des-Ormeaux est relativement stable depuis le début des années 1990. L'ensemble du territoire est d'ailleurs déjà urbanisé, ne permettant plus une augmentation rapide de la population tel qu'observé avant 1990.
| 1966   | 1971   | 1976   | 1981   | 1986   | 1991   |
| ------ | ------ | ------ | ------ | ------ | ------ |
| 12 297 | 25 215 | 36 837 | 39 940 | 43 089 | 46 922 |

| 1996   | 2001   | 2006   | 2011   | 2016   | 2021   |
| ------ | ------ | ------ | ------ | ------ | ------ |
| 47 826 | 48 206 | 48 930 | 49 637 | 48 899 | 48 403 |

## Politique et administration

### Administration municipale

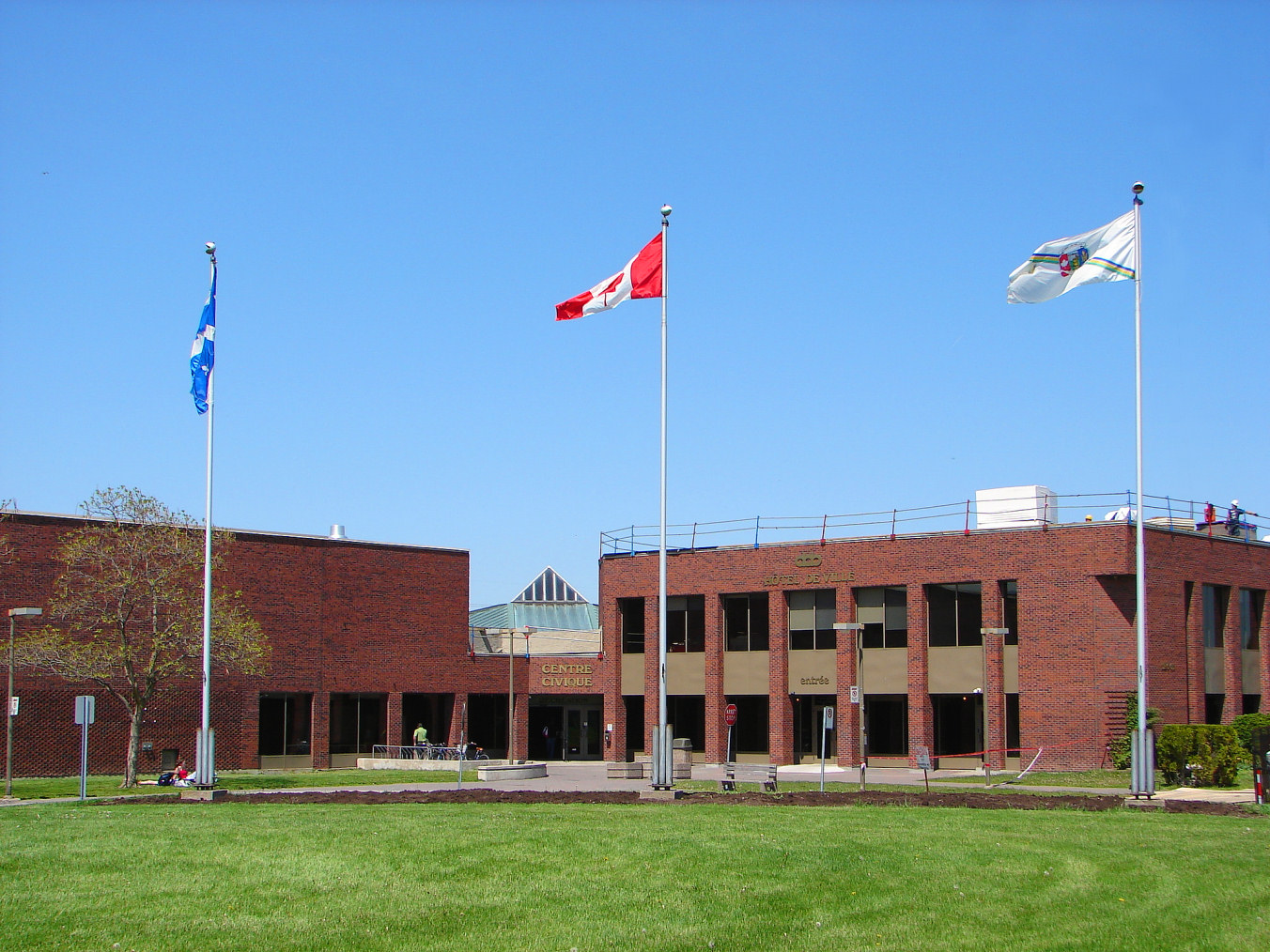
L'hôtel de ville, situé sur le boulevard De Salaberry.

La ville est divisée en huit districts, chacun étant représenté par son conseiller à l'hôtel de ville. Le maire et les conseillers sont élus au suffrage universel pour un mandat de quatre ans.

#### Maires
| Période | Période | Identité            | Étiquette | Qualité |
| ------- | ------- | ------------------- | --------- | ------- |
| 1960    | 1963    | Alfred Labrosse     |           |         |
| 1963    | 1968    | Frederick T. Wilson |           |         |
| 1968    | 1978    | Gerald Dephoure     |           |         |
| 1978    | 1982    | Jean Cournoyer      |           |         |
| 1982    | 1984    | Gerry Weiner        |           |         |
| 1984    | 2017    | Edward Janiszewski  |           |         |

| Dollard-des-Ormeaux Maires depuis 2005                                                                               |                    |         |          |
| Élection | Maire              | Qualité | Résultat |
| 2005 | Edward Janiszewski |         | Voir     |
| 2009 | Edward Janiszewski | Voir    |          |
| 2013 | Edward Janiszewski | Voir    |          |
| 2017 | Alex Bottausci     |         | Voir     |
| 2021 | Alex Bottausci     | Voir    |          |
| Élection partielle en italique Depuis 2005, les élections sont simultanées dans toutes les municipalités québécoises |                    |         |          |

#### Conseil municipal
Le tableau suivant présente l'évolution de la composition des différents conseils municipaux de Dollard-des-Ormeaux.
|       | 2005-2009          | 2009-2013          | 2013-2017          | 2017-2021          | 2021-2025                |
| Maire | Edward Janiszewski | Edward Janiszewski | Edward Janiszewski | Alex Bottausci     | Alex Bottausci           |
| 1     | Zoe Bayouk         | Zoe Bayouk         | Zoe Bayouk         | Laurence Parent    | Laurence Parent          |
| 2     | Errol Johnson      | Errol Johnson      | Errol Johnson      | Errol Johnson      | Errol Johnson            |
| 3     | Howard Zingboim    | Mickey Max Guttman | Mickey Max Guttman | Mickey Max Guttman | Mickey Max Guttman       |
| 4     | Herbert Brownstein | Herbert Brownstein | Herbert Brownstein | Herbert Brownstein | Tanya Toledano           |
| 5     | Morris Vesely      | Morris Vesely      | Morris Vesely      | Morris Vesely      | Morris Vesely            |
| 6     | Peter Prassas      | Peter Prassas      | Peter Prassas      | Valérie Assouline  | Valérie Assouline        |
| 7     | Alex Bottausci     | Alex Bottausci     | Alex Bottausci     | Pulkit Kantawala   | Ryan Brownstein          |
| 8     | Colette Gauthier   | Colette Gauthier   | Colette Gauthier   | Colette Gauthier   | Anastasia Assimakopoulos |

### Représentation électorale
L'ensemble du territoire de la ville de Dollard-des-Ormeaux fait partie de la circonscription électorale fédérale de Pierrefonds–Dollard. Un député fédéral représente donc toute la ville à la Chambre des communes du Canada. Depuis les élections fédérales de 2019, ce député est le libéral Sameer Zuberi. La circonscription est représentée par un député du Parti libéral du Canada depuis sa création, à l'exception de la période entre 1988 et 1993 où elle est représentée par Gerry Weiner du Parti progressiste-conservateur et de la période entre 2011 et 2015 où elle est représentée par la néo-démocrate Lysane Blanchette-Lamothe.
Au niveau provincial, Dollard-des-Ormeaux fait partie de la circonscription électorale de Robert-Baldwin, dont la députée est la libérale Brigitte Garceau depuis les élections provinciales de 2022. La circonscription est représentée depuis sa création par le Parti libéral du Québec, à l'exception de la période entre 1966 et 1970 où le député Arthur-Ewen Séguin est indépendant. Il devient cependant membre du Parti libéral dès 1970.

## Attraits

### Parc du Centenaire

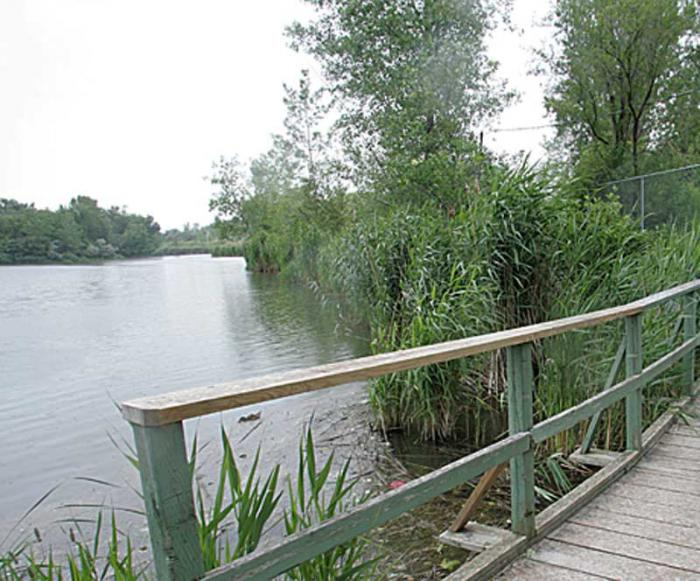
Étang au parc du Centenaire.

Bien que l'ensemble du territoire de la ville soit développé, celui-ci contient le parc du Centenaire en son milieu, d'une superficie de 48 hectares. Ce parc comprend un grand lac (le périmètre est de 1,8 kilomètre) avec trois îles qu'on ne peut visiter. Une partie du parc du Centenaire est occupée par une forêt. Tout au cours de l'année, des événements se déroulent dans le parc, comme la fête des neiges. L'hiver, on peut y faire du ski de fond, du patin et de la luge.

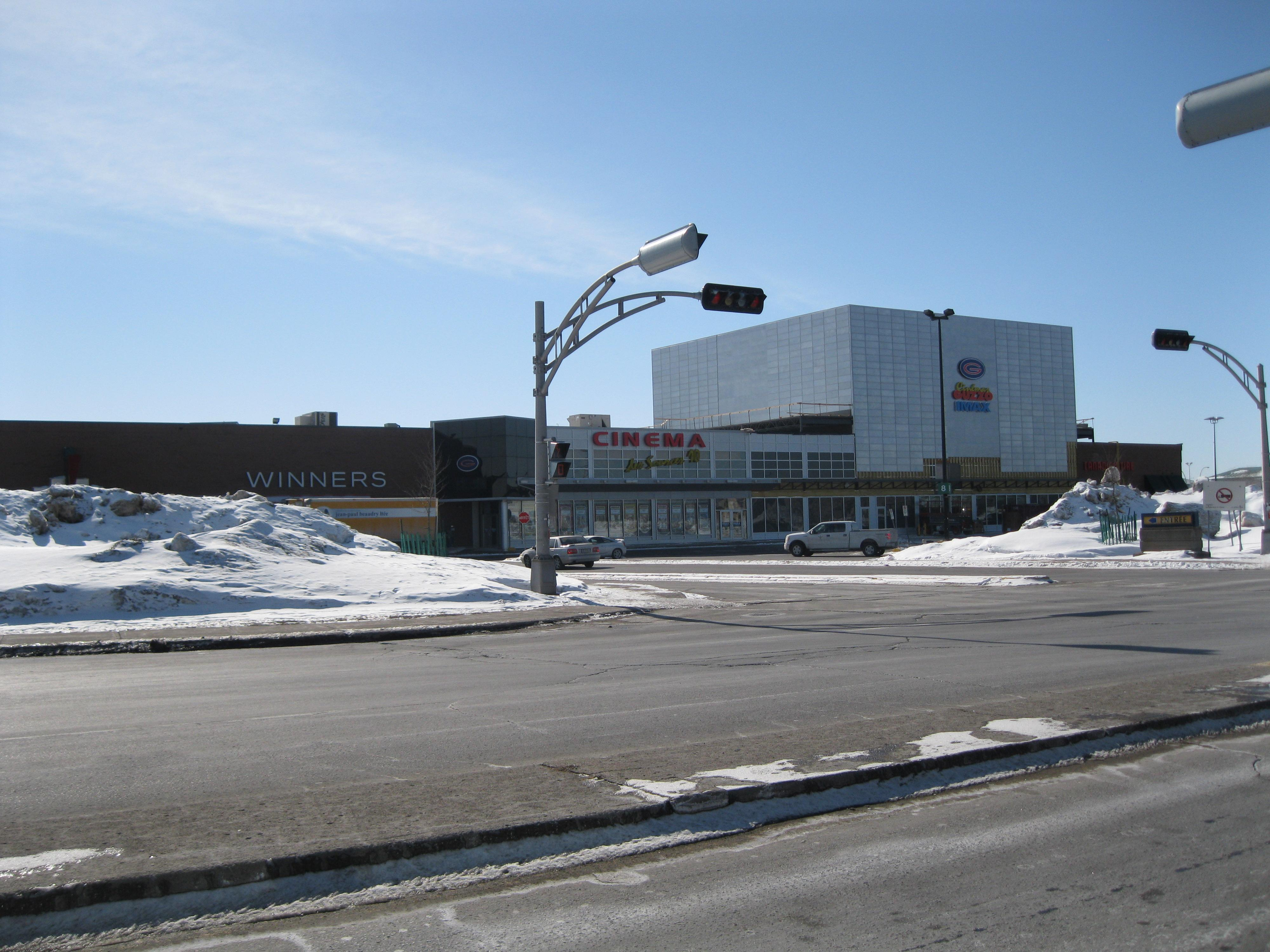
Le centre commercial Galeries des Sources.

La création du parc est le résultat de l'impulsion du conseil municipal de l'époque qui projette en 1967 de construire un grand espace vert dans le milieu de la ville pour célébrer le centenaire de la Confédération canadienne. Celui-ci est inauguré en 1976. Le lac est alors creusé par la ville et la terre enlevée servit à faire deux grandes collines, d'où on a une belle vue sur la ville et où on peut voir le mont Royal.

## Éducation
Le Centre de services scolaire Marguerite-Bourgeoys (anciennement la Commission scolaire Marguerite-Bourgeoys administre les écoles francophones :
- École primaire Dollard-Des Ormeaux
- École primaire du Bois-de-Liesse
- École primaire Saint-Luc
- École secondaire des Sources

La Commission scolaire Lester-B.-Pearson administre les écoles anglophones :
- École primaire Springdale
- Académie Sunshine
- École primaire Westpark
- École primaire Wilder Penfield
- L'École primaire Beechwood et l'Académie Kingsdale à Pierrefonds-Roxboro servent aussi certaines parties de la ville[18].

Des écoles privées se trouvent également sur le territoire de Dollard-des-Ormeaux :
- West Island College (en)
- Emmanuel Christian School (en)
- École de formation hébraïque (en)